# Epinephelus cyanopodus
Epinephelus cyanopodus, tên thông thường là cá mú lam, là một loài cá biển thuộc chi Epinephelus trong họ Cá mú. Loài này được mô tả lần đầu tiên vào năm 1846.

## Phân bố và môi trường sống
E. cyanopodus có phạm vi phân bố rộng khắp Tây Thái Bình Dương. Loài này được tìm thấy ở khắp vịnh Thái Lan và từ vùng biển Quảng Nam, Việt Nam trở vào nam. Chúng có mặt ở cả quần đảo Trường Sa và quần đảo Hoàng Sa; rải rác ở một vài vị trí trong quần đảo Mã Lai và có mặt ở khắp các nhóm đảo phía đông, ngược lên phía bắc đến quần đảo Ryukyu và quần đảo Ogasawara, cũng như miền nam Nhật Bản; phía nam trải dài xuống đến bờ đông của Úc; phía đông trải rộng khắp các đảo thuộc 3 tiểu vùng: Melanesia, Micronesia, Polynesia. Cá trưởng thành sống xung quanh các rạn san hô và các bãi đá ngầm ở độ sâu khoảng 30 m trở lại; cá con sống ở vùng nước nông hơn.

## Mô tả
E. cyanopodus trưởng thành có chiều dài cơ thể lớn nhất đo được là gần 100 cm. Thân thuôn dài, hình bầu dục. Cơ thể cá trưởng thành có màu lam xám với rất nhiều chấm đen nhỏ li ti phủ khắp đầu và thân, và cả các vây. Cá trưởng thành và sắp trưởng thành có dải đen ở rìa đuôi, cũng như trên vây hậu môn và vây lưng, và chóp đen ở vây bụng. Cá con nhỏ hơn có màu vàng ở khắp các vây. Đuôi hơi lõm vào trong.
Số gai ở vây lưng: 11; Số tia vây mềm ở vây lưng: 16 - 17; Số gai ở vây hậu môn: 3; Số tia vây mềm ở vây hậu môn: 8; Số tia vây mềm ở vây ngực: 18 - 20; Số vảy đường bên: 63 - 75.
Thức ăn của E. cyanopodus là các loài cá nhỏ hơn, động vật thân mềm và động vật giáp xác. Chúng được đánh bắt trong nghề cá thương mại, và cá con được thu thập để bán trong thương mại cá cảnh.